# ستانلي ويلسون
ستانلي ويلسون (23 سبتمبر 1948 - ) (بالإنجليزية: Stanley Wilson)‏ هو لاعب كريكت أسترالي.

## وصلات خارجية
- ستانلي ويلسون على موقع إي آس بي آن كريك إنفو (الإنجليزية)